# Trellius verus
Trellius verus är en insektsart som beskrevs av Andrej Vasiljevitj Gorochov 1992. Trellius verus ingår i släktet Trellius och familjen syrsor. Inga underarter finns listade i Catalogue of Life.